# Galal Yafai
Galal Yafai (Birmingham, 11 de diciembre de 1992) es un deportista británico de origen yemení que compite por Inglaterra en boxeo. Sus hermanos Khalid y Gamal compiten en el mismo deporte.
Participó en dos Juegos Olímpicos de Verano, en los años 2016 y 2020, obteniendo una medalla de oro en Tokio 2020, en el peso mosca.
En los Juegos Europeos de Minsk 2019 consiguió una medalla de bronce en la categoría de 52 kg. Ganó una medalla de plata en el Campeonato Europeo de Boxeo Aficionado de 2017.
En febrero de 2022 disputó su primera pelea como profesional. En su carrera profesional tuvo en total 7 combates, con un registro de 7 victorias y 0 derrotas.
En 2022 fue nombrado miembro de la Orden del Imperio Británico (MBE).

## Palmarés internacional
| Juegos Olímpicos   | Juegos Olímpicos    | Juegos Olímpicos  | Juegos Olímpicos |
| Año                | Lugar               | Medalla           | Categoría        |
| ------------------ | ------------------- | ----------------- | ---------------- |
| 2020               | Tokio (Japón)       | Medalla de oro    | 52 kg            |
| Juegos Europeos    |                     |                   |                  |
| Año                | Lugar               | Medalla           | Categoría        |
| 2019               | Minsk (Bielorrusia) | Medalla de bronce | 52 kg            |
| Campeonato Europeo |                     |                   |                  |
| Año                | Lugar               | Medalla           | Categoría        |
| 2017               | Járkov (Ucrania)    | Medalla de plata  | 49 kg            |